# Polarfront (Schiff)
Die Polarfront ist ein ehemaliges Wetterbeobachtungsschiff. Das Schiff wurde von der in Bergen ansässigen Misje Rederi betrieben. 2017 wurde das Schiff nach Frankreich verkauft und zum Expeditionskreuzfahrtschiff umgebaut.

## Geschichte

### Wetterbeobachtungsschiff
Das Schiff wurde auf der Fitjar Mekaniske Verksted unter der Baunummer 3 gebaut. Der Rumpf wurde von Mandal Slip & m.V. unter der Baunummer 57 zugeliefert. Die Kiellegung des Schiffes fand im August 1975, der Stapellauf im März 1976 statt. Die Fertigstellung des Schiffes erfolgte am 14. Dezember 1976. An diesem Tag wurde das Schiff auch getauft. Taufpatin war Inga Misje.

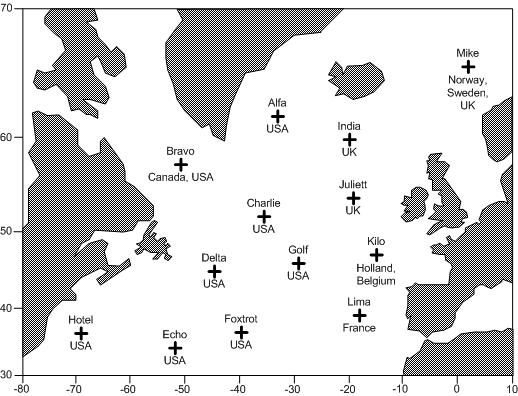
Positionen der Wetterbeobachtungsschiffe im Nordatlantik

Das Schiff wurde unter der Flagge Norwegens mit Heimathafen Bergen betrieben. Es war rund 450 km vor der norwegischen Küste auf der Station „M“ (⊙) stationiert und eines von 13 Wetterbeobachtungsschiffen, die im Nordatlantik betrieben wurden. Das Netzwerk wurde 1948 von der Internationalen Zivilluftfahrtorganisation (ICAO) eingerichtet.
Das Schiff übernahm die Station „M“ zum 1. Januar 1977 und ersetzte die bis dahin dort eingesetzten Wetterbeobachtungsschiffe, zwei umgebaute Korvetten der Flower-Klasse, die Norwegen nach dem Zweiten Weltkrieg von Großbritannien übernommen hatte. Es befand sich in der Regel 28 Tage auf Station, bevor es für den Besatzungswechsel, die Aufnahme von Bunker und Trinkwasser, Proviant, diversen Ausrüstungsgegenständen und Dingen des täglichen Bedarfs an Bord einen Hafen anlief – zunächst wurde hierfür Bergen genutzt, von 1981 bis 2003 Kristiansund und anschließend Ålesund. Regelmäßig in der ersten Septemberwoche wurde das Schiff für Instandhaltungsarbeiten in einer Werft in Måløy gedockt. An Bord befanden sich zunächst 16 Besatzungsmitglieder und vier Meteorologen. Die Besatzungsstärke wurde im Laufe der Zeit mit dem Einzug moderner Kommunikations- und Computertechnologie immer weiter reduziert. Zuletzt bestand die Besatzung an Bord noch aus sieben Personen, die auch die meteorologischen Messungen übernahmen. Neben der Wetterbeobachtung wurden an Bord auch ozeanographische Messungen durchgeführt.
Am 1. Januar 2010 wurde das Schiff, das zu diesem Zeitpunkt das letzte verbliebene Wetterbeobachtungsschiff auf einer festen Position war, außer Dienst gestellt und aufgelegt. Gründe für die Außerdienststellung waren in erster Linie die hohen Kosten, die der Betrieb des Schiffes verursachte sowie die z. B. durch Satelliten, Radar und automatische Messbojen zur Verfügung stehenden, alternativen Mess- und Beobachtungsmöglichkeiten. Das Schiff kam unter die Flagge der Färöer mit Heimathafen Tórshavn. Im Herbst 2011 wurde auf der Position, auf der das Wetterbeobachtungsschiff lag, eine automatische Messboje ausgelegt.

### Expeditionskreuzfahrtschiff
2017 wurde das Schiff nach Frankreich an das Unternehmen Latitude Blanche verkauft, das es zum Expeditionskreuzfahrtschiff umgebaut ließ.
Die Reederei bietet das Schiff für Expeditionskreuzfahrten entlang der norwegischen Küste und in den norwegischen Fjorden, Spitzbergen und der Ostküste Grönlands an.

## Technische Daten und Ausstattung
Das Schiff wird von einem Dieselmotor des Herstellers Wichmann Motorfabrikk (Typ: 5AX) mit 1100 kW Leistung angetrieben, der auf einen Verstellpropeller mit Kortdüse wirkt. Für die Stromversorgung stehen drei AGA-Generatoren mit jeweils 90 kVA Scheinleistung zur Verfügung, die jeweils von einem Volvo-Penta-Dieselmotor (Typ: TMD 100 AK) angetrieben werden.
Der Rumpf des Schiffes ist eisverstärkt (Eisklasse 1C).
Nach dem Umbau zum Expeditionskreuzfahrtschiff stehen an Bord acht Doppelkabinen zur Verfügung, in denen maximal zwölf Passagiere untergebracht werden dürfen. An Bord ist ein Aufenthaltsraum mit einer Bar eingerichtet. Hier können auch Vorträge gehalten werden. Weiterhin stehen den Passagieren eine Bibliothek, ein Shop, ein Fitnessraum und eine Sauna zur Verfügung. Auf dem Achterdeck stehe eine Freifläche zur Verfügung, die unter anderem für die Naturbeobachtung oder Veranstaltungen genutzt werden kann. Außerdem kann hier ein Badefass für die Passagiere aufgestellt werden.
Die Schiffsbesatzung besteht aus neun Personen einschließlich Koch. Weiterhin befinden sich üblicherweise zwei Lektoren bzw. Naturführer an Bord.
An Bord ist eine automatische Wetterstation des französischen Wetterdienstes Météo-France installiert.